# Djibouti (ciutat)
La ciutat de Djibouti o Djibuti (àrab: جيبوتي, Jībūtī; somali: Jabuuti; francès: Ville de Djibouti) és una ciutat i port, capital de la República de Djibouti, situada en una península (Ras Djibouti) que separa el golf d'Aden del golf de Tadjoura. Té estatus de regió en la divisió administrativa de l'estat. La seva població és d'uns 400.000 habitants. És final o inici de trajecte del ferrocarril Djibouti-Addis Abeba. El seu aeroport es diu Djibouti-Ambouli.
Llocs interessants són el port, el mercat central, l'estadi nacional, el palau presidencial i la mesquita Hamouli.

## Història
El seu territori fou cedit a França pels notables de la tribu issa. La ciutat de Djibouti fou fundada pel català Eloi Pino el 1888 i inaugurada pel governador Lagarde el dia 6 de març de 1888. El 1896 va substituir Obock com a capital dels Establiments Francesos de la Costa dels Somalis. El 1897 es van iniciar les obres del ferrocarril cap a Addis Abeba, acabades el 1917 (784 km). El seu port va absorbir gran part del tràfic de Zeila i Tadjoura. Després de la II Guerra Mundial la seva població es calculava en 32.000 habitants (28000 musulmans) amb dos terços de somalis i un terç d'àfars. Hi havia bon nombre d'emigrants iemenites i àrabs (uns 5000). L'autoritat religiosa era el cadi de la ciutat. Quan es va crear el Territori Francès dels Àfars i els Isses va romandre com a capital i va donar després nom a l'estat independent. El maig de 1998 amb la guerra entre Etiòpia i Eritrea, la major part del tràfic dels ports d'Assab i Massawa es va desviar a Djibouti que no el va poder absorbir. El programa alimentari mundial va establir un programa de millora del port el 2001. La ciutat va patir greus inundacions l'abril del 2004.